# Topuk, Azdavay
Topuk là một xã thuộc huyện Azdavay, tỉnh Kastamonu, Thổ Nhĩ Kỳ. Dân số thời điểm năm 2008 là 161 người.